# ساحة المعركة

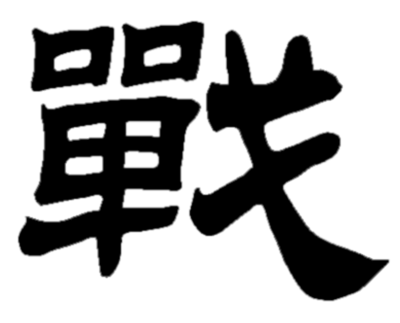

ساحة المعركة هو مصطلح يستخدم للدلالة على الإستراتيجية العسكرية الموحدة لدمج والجمع بين القوات المسلحة العسكرية في مسرح العمليات، بما في ذلك الجو والمعلومات والأرض والبحر والإنترنت والفضاء لتحقيق أهداف عسكرية. وتشمل البيئة والعوامل والشروط التي يجب فهمها لتطبيق القوة القتالية بنجاح أو حماية القوة أو إكمال المهمة. ويشمل ذلك القوات المسلحة للعدو والقوات الصديقة والبنية التحتية والطقس والتضاريس والطيف الكهرومغناطيسي داخل مناطق العمليات ومجالات الاهتمام.

## مفهوم

### من «ساحة المعركة» إلى «فضاء المعركة»
على مدار الخمسة والعشرين عاماً الماضية، تحوّل فهم البيئة التشغيلية العسكرية من فهم أولي خطي مرتبط بالزمن والمكان (ساحة معركة) إلى نظام متعدد الأبعاد لفهم الأنظمة (فضاء المعركة). يعني هذا النظام الخاص بفهم الأنظمة أن إدارة مساحة المعارك أصبحت أكثر تعقيدًا، ويرجع ذلك في المقام الأول إلى الأهمية المتزايدة للمجال المعرفي، كنتيجة مباشرة لعصر المعلومات. على الجيوش في أيامنا هذه فهم آثار أعمالهم على البيئة التشغيلية ككل، وليس فقط فيما بالمجال العسكري.

### خفة الحركة في فضاء المعركة
يشير مصطلح خفة الحركة في فضاء المعركة إلى السرعة التي تتطوّر فيها منظومة القتال وتتحوّل المعرفة إلى أفعال مُنجزَة لتحقيق التأثيرات المطلوبة في فضاء المعركة. يجب أن تكون أفضل من الطرف المقابل في القيام بالإجراءات الصحيحة في الوقت والمكان المناسبَين. ويعني ذلك هذا أنّ خفة الحركة في فضاء المعركة لا تقتصر على السرعة فحسب، بل تتعلق أيضًا بتنفيذ الإجراء الأكثر فاعلية (الطريقة) بالأسلوب الأكثر فاعلية (الوسيلة) مما يحقق التأثير المنشود على النظام (النهاية).
تعتمد خفة الحركة في فضاء المعركة على جودة الوعي بالحالة والفهم الشامل لفضاء المعركة لتحديد أفضل الإجراءات، دفع دخول هذا مفهوم إلى نهضة كبيرة وزيادة في الاهتمام بنوعية الاستخبارات العسكرية، ويرتبط ارتباطًا وثيقًا بقدرة محللي الاستخبارات ومخططي العمليات على فهم ساحة معاركهم وأهدافهم، كشبكات من أجل فهم مكاني مشترك أسهل وأسرع وأكثر دقة. وهذا بدوره يزيد من فعالية الاستهداف ويساعد في الحفاظ على المبادرة الشاملة. 